# Сэнгийн Эрдэнэ
Сэнгийн Эрдэнэ (монг. Сэнгийн Эрдэнэ; 7 декабря 1929 — 2000) — народный писатель Монголии, киносценарист.

## Биография
Родился 7 декабря 1929 года в сомоне Биндэр Хэнтэйского аймака МНР. Отец-бурят, несколькими годами ранее иммигрировавший из СССР, был казнён в ходе репрессий 1930-х годов по «Делу Лхумбэ». В 1949 году окончил улан-баторское офицерское училище, затем в 1955 году — медицинский факультет МонГУ; несколько лет проработал психиатром.
Его перу принадлежат сборники психологических новелл «Пыль из-под копыт» (монг. Малын холын тоос; 1964), «Солнечный журавль» (монг. Наран тогоруу; 1972); цикл эпических повестей, в том числе «Год синей мыши» (1970), «Девичье лето» (1978), «Вдали, где голубые горы» (1981; о Д. Нацагдорже), pоманы «Круг жизни» (монг. Амьдралын тойрог; 1983) о монгольской интеллигенции, «Дзанабадзар» (1989), «Встретимся в следующей жизни» (монг. Хойт насандаа уулзъя, 1996).
В 1965 году удостоен государственной награды, в 1976 году — премией Союза писателей Монголии, в 1994 году стал народным писателем Монголии. Также писал киносценарии и пьесы. Некоторые его работы переведены на русский и немецкий языки.